# Chaparral

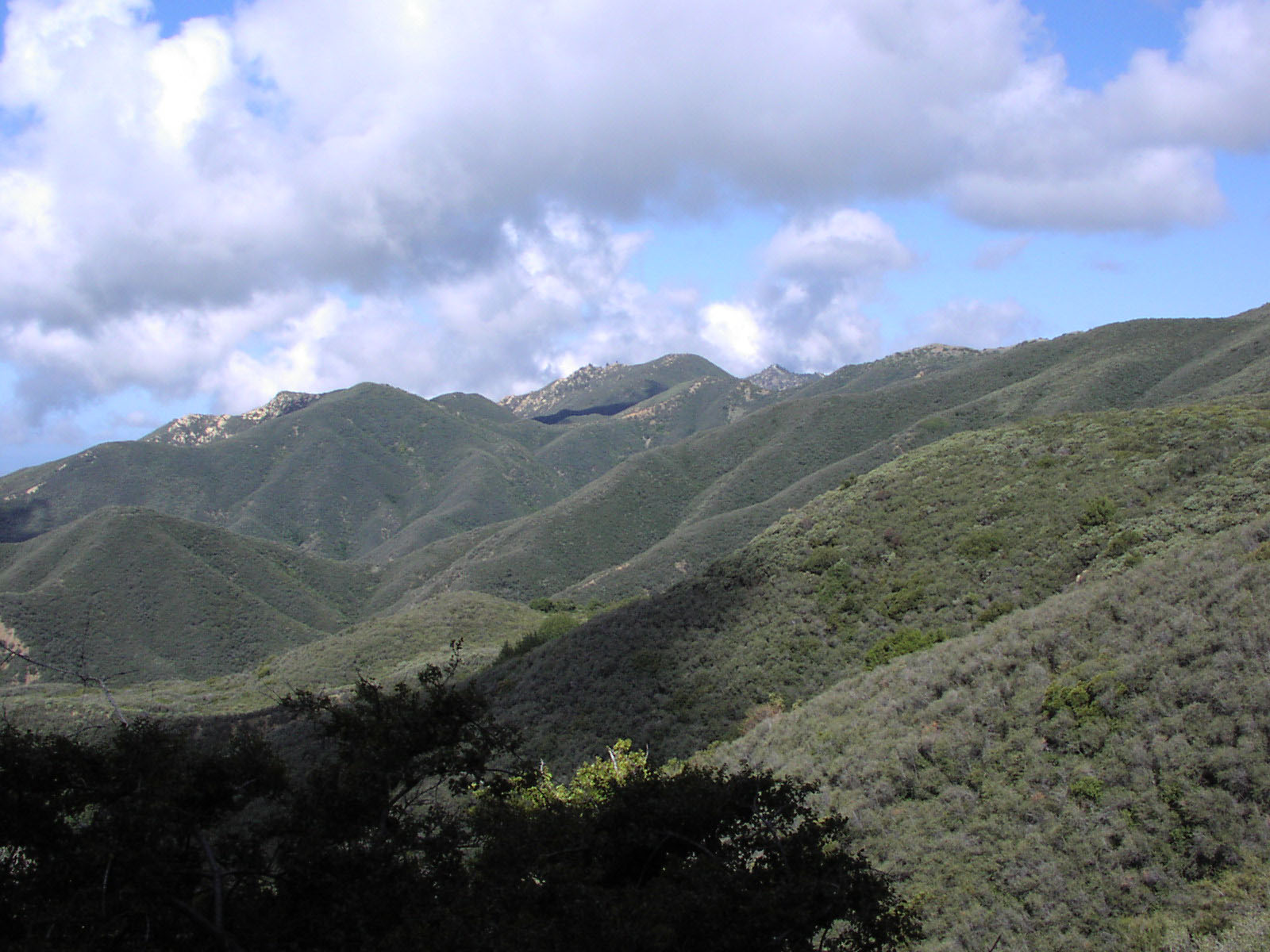
Chaparral w Kalifornii (Santa Inez Mountains)

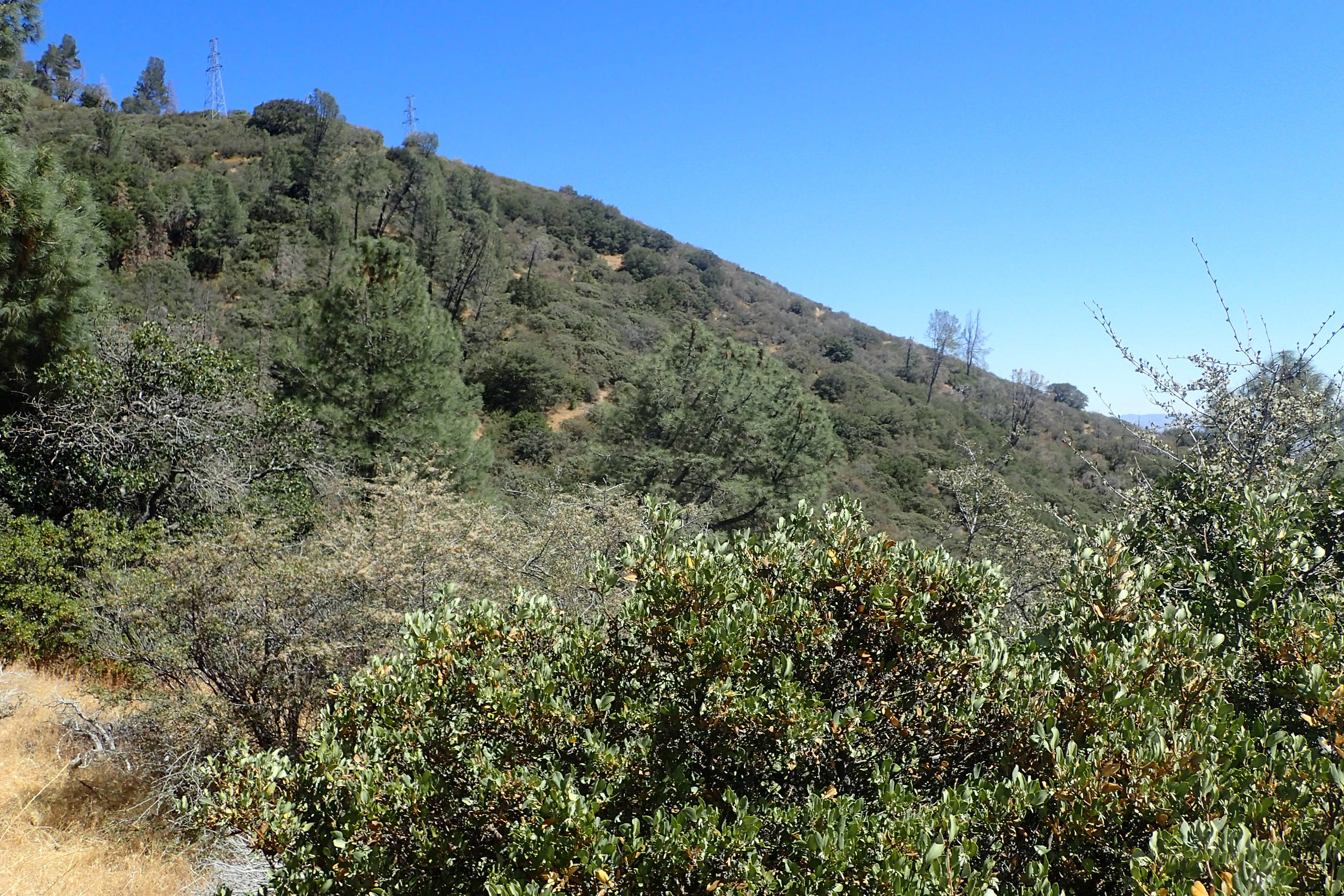
Chaparral w Kalifornii (Wofforg Heights)

Chaparral (wym. czaparal; z hiszp. chaparro – niski) – zimozielona, zaroślowa formacja roślinna stanowiąca charakterystyczny składnik roślinności twardolistnej w zachodniej części Ameryki Północnej (w Kalifornii i północno-zachodnim Meksyku). Jest zachodnioamerykańskim odpowiednikiem makii z basenu Morza Śródziemnego.
Nazwą chaparral nazywane są także zarośla z krzewami rodzaju Curatella (hiszp. chaparra) wykształcające się na skalistych glebach w Górach Karaibskich.

## Warunki kształtowania się
Chaparral kształtuje się na obszarach znajdujących się pod wpływem klimatu śródziemnomorskiego. Opady są tu niezbyt wysokie – od 300 do 650 mm rocznie i przypadają na okres zimowy, podczas gdy lato jest tu suche. W okresie zimowym częste są mgły. Formacja wykształca się zwykle na stromych zboczach wzdłuż wybrzeży Oceanu Spokojnego, na zachodnich stokach Gór Nadbrzeżnych i Sierra Nevada, a nawet na zboczach Kordylierów dalej w głębi lądu – w Arizonie i zachodniej części Nowego Meksyku (położone w głębi lądu zbiorowiska roślinne są podobne, ale tworzą się pod wpływem dwóch okresów deszczowych w ciągu roku). 
Chaparral jest formacją, w której istotną rolę ekologiczną pełnią pożary. Pierwotnie zarośla te płonęły prawdopodobnie co kilkadziesiąt lat (pożary powtarzające się nawet co kilkanaście lat nie powodują ich degeneracji) i szereg gatunków roślin tworzących te zbiorowiska jest wręcz zależnych od oddziaływania ognia. Wiele z nich związanych jest z jego fazą regeneracyjną po wypaleniu – ich kiełkowanie pobudzane jest przez ogień, młode rośliny korzystają z powstałego wówczas dostępu do światła i substancji odżywczych. Z kolei rośliny drzewiaste zaadaptowane są do szybkiej regeneracji – łatwo tworzą odrosty korzeniowe lub szybko odnawiają się z nasion. Rozwój zabudowy w obszarze występowania formacji spowodował ograniczanie występowania pożarów, co skutkuje większym akumulowaniem się drewna w zaroślach i w sytuacji, gdy już dochodzi do pożaru – ma on bardzo niszczycielskie rozmiary. 
W górach, w obszarach o większej ilości opadów, zaroślowy chaparral tworzy kompleks roślinności twardolistnej wspólnie z suchymi lasami dębowymi i mieszanymi, natomiast na obszarach bardziej suchych krzewy i drzewa ustępują krzewinkowym formacjom szałwiowo-bylicowym (sagebrush), a w miejscach już całkiem pustynnych – zbiorowiskom sukulentów (maritime succulent scrub). Występujące pierwotnie w regionie zbiorowiska trawiaste (preria kalifornijska – California prairie), prawdopodobnie tworzone przez kępiaste trawy, rośliny jednoroczne i geofity, zostały zniszczone i zastąpione przez zbiorowiska introdukowanych traw, często współwystępujących z luźno rosnącymi dębami. Inne zbiorowiska związane z kompleksem kalifornijskich formacji „śródziemnomorskich”, także niemal całkowicie wyniszczone, kształtowały się w sezonowych, płytkich mokradłach.

## Szata roślinna
Chaparral to trudne do przebycia zbiorowiska gęsto rosnących średnich i dużych krzewów. Do dominantów, istotnie wpływających na klasyfikację zbiorowisk zaroślowych należą: Adenostoma fasciculatum (tzw. chamise chaparral), prusznik Ceanothus i mącznica Arctostaphylos (oba rodzaje są tu bardzo zróżnicowane), garia Garrya, dąb Quercus, szakłak Rhamnus, ogoniastek Cercocarpus, Diplacus. Do charakterystycznych i okazałych składników tej formacji należą także: różanecznik zachodni Rhododendron occidentale, Fremontodendron californicum, Aesculus californica i Arbutus menziesii.
Szereg gatunków runa pojawia się w ogromnej ilości dopiero po pożarach – m.in. liczne gatunki z rodzajów trójednik Calochortus i facelia Phacelia oraz maki – Papaver californicum i P. heterophyllum.
Zbiorowiska chaparralu są bogate gatunkowo co tłumaczone jest brakiem istotnego wpływu zlodowaceń plejstoceńskich i zachowaniem tu flory plioceńskiej. Rośliny tu występujące cechują się głębokimi systemami korzeniowymi co z jednej strony związane jest z koniecznością sięgania głęboko do zasobów wody trudno dostępnej w czasie suchego lata, a z drugiej pozwala przetrwać pożary. Rośliny tworzące chaparral tworzą z reguły mykoryzę, a liczne także brodawki korzeniowe wchodząc w symbiozę z bakteriami brodawkowymi.

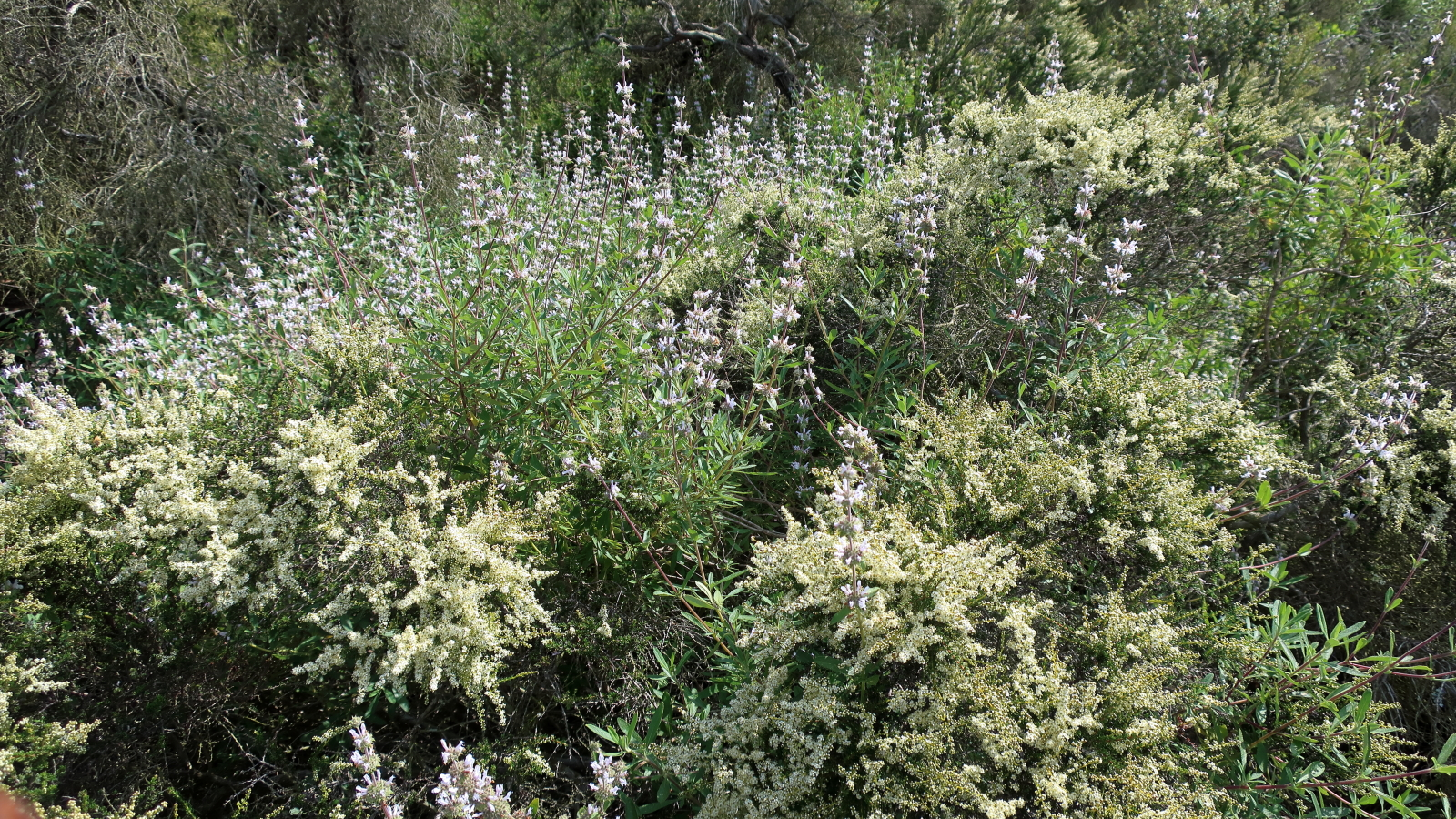
Adenostoma fasciculatum
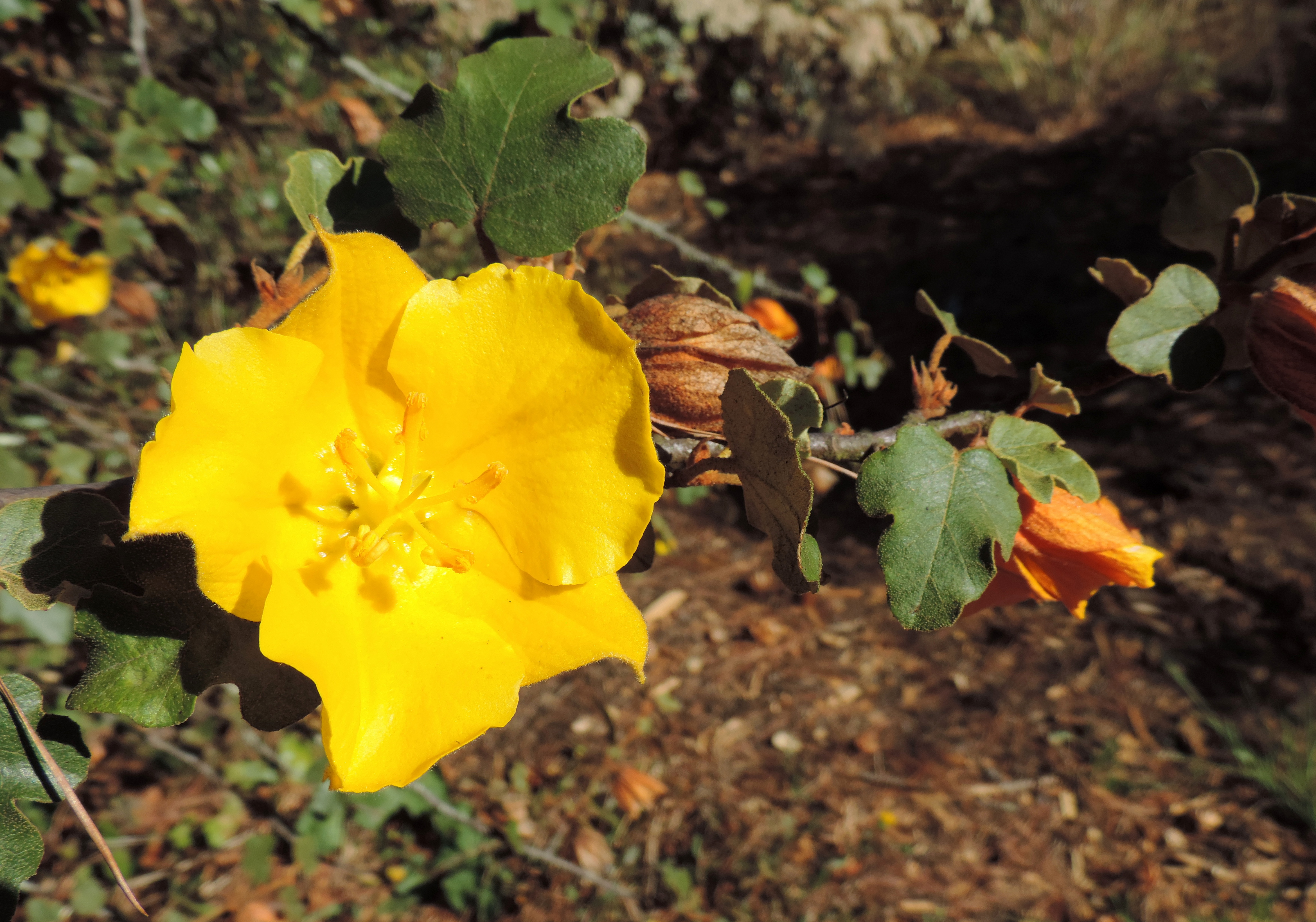
Fremontodendron californicum
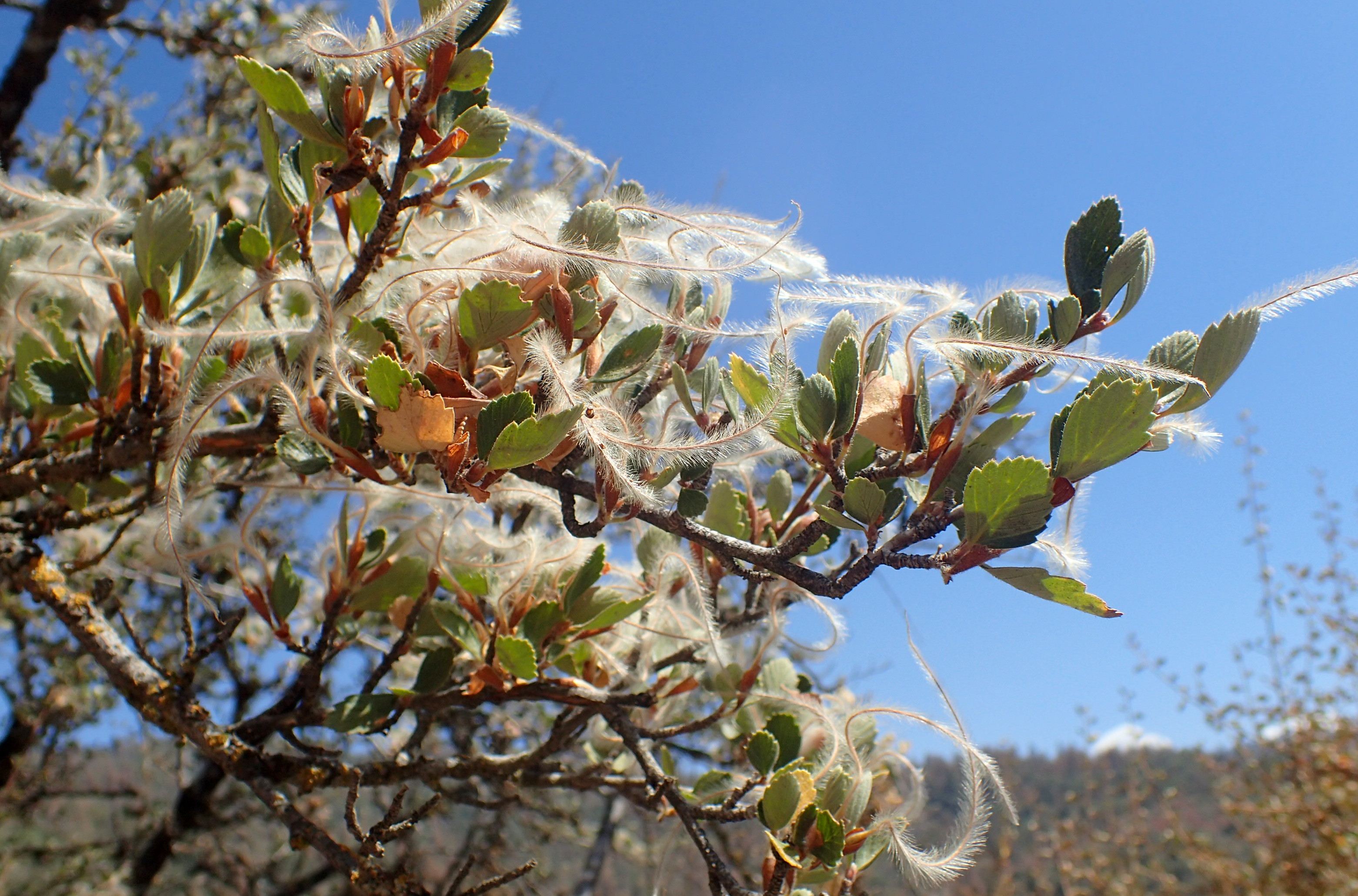
Cercocarpus betuloides
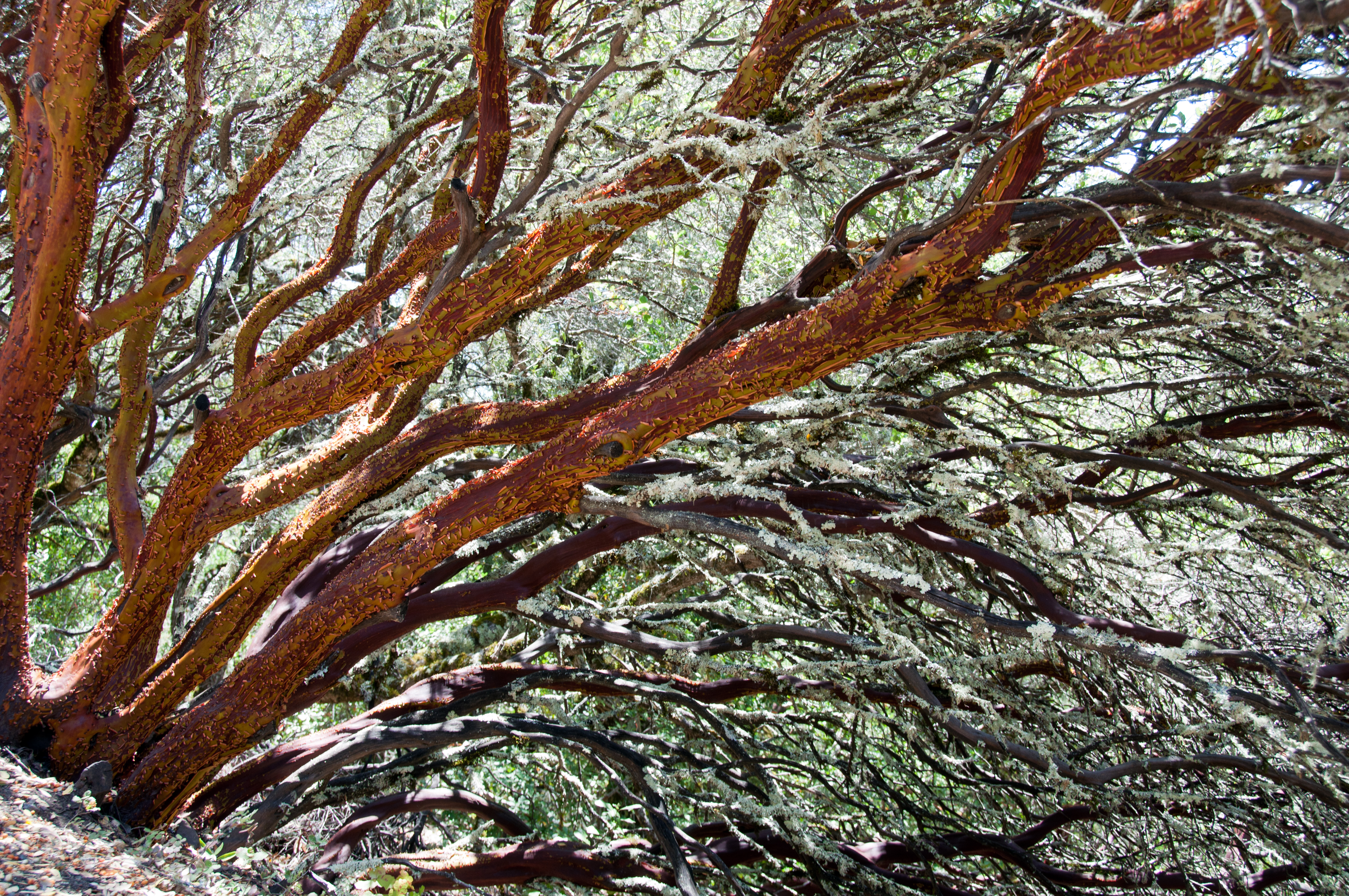
Arctostaphylos manzanita

## Klasyfikacja
Według International Vegetation Classification formacja wyróżniana jest jako 2.B.1.Na Californian Scrub w ramach śródziemnomorskich formacji zaroślowych i trawiastych (Mediterranean Scrub & Grassland) wchodzących w skład biomu formacje trawiaste i zaroślowe strefy umiarkowanej i borealnej.
W klasyfikacji World Wide Fund for Nature (WWF) formacja dzielona jest na trzy ekoregiony:
- NA1201 chaparral nadmorski (California coastal sage and chaparral)
- NA1202 chaparral kontynentalny (California interior chaparral and woodlands)
- NA1203 chaparral górski (California montane chaparral and woodlands)